# Parc national Zov Tigra
Le parc national Zov Tigra (en russe : Зов Тигра национальный парк ; en français, parc national de l'Appel du Tigre, ou Rugissement du Tigre) est un parc national russe fondé en 2007. Comme son nom l'indique, cette région montagneuse sert de refuge aux rarissimes Tigres de l'Amour, félins en voie de disparition. Le parc couvre une superficie de 83 384 hectares (833 km2) sur la côte sud-est de l'Extrême-Orient russe dans le district fédéral du kraï du Primorié (en français, « Région maritime »). Le parc est à environ 100 km au nord-est de Vladivostok, sur les versants est et ouest du sud des montagnes de Sikhote-Aline, qui traversent du nord au sud la région de Primorié. La mer du Japon est à l'est, la Corée au sud et la Chine à l'Ouest. Le terrain accidenté et difficile d'accès, boisé de taïga, fait coexister des espèces tempérées avec des espèces tropicales d'animaux et d'oiseaux. Le parc est relativement préservé du développement humain, et fonctionne comme une réserve de conservation.

## Topographie
L'extrémité sud du kraï du Primorié présente un haut niveau de biodiversité. Zov Tigra occupe les hautes terres, à l'extrémité sud de la région, sur la crête de la chaîne des montagnes de Sikhote-Alin. Au nord, les affluents de la rivière Oussouri cheminent vers le bassin du fleuve Amour. 
Les montagnes sont isolées. Seuls quelques anciens chemins forestiers approchent le parc, et l'accès est difficile, même pendant l'été. Le site du parc note qu'un chemin d'exploitation qui apparaît sur les cartes vers le nord n'est en fait souvent pas praticable, même avec les véhicules hors route. Les montagnes sont d'altitude moyenne, le point culminant étant le mont Cloud à 1 854 mètres d'altitude, et le point le plus bas dans la vallée n'excède pas 155 mètres. Il y a 56 sommets de plus de 1 000 mètres d'altitude. Sur la partie supérieure Ussuri/Milogradovka se trouve une grande tourbière.

## Climat
Le climat de Zov Tigra est de type continental humide (classification de Koppen Dwb). Ce climat est caractérisé par de grands écarts de température au cours des journées et toute l'année, et des précipitations réparties tout au long de l'année avec de la neige en hiver. La température moyenne est de -17 °C en hiver et peut atteindre 30 °C en juillet-août. La partie nord du parc, qui comprend les débuts de la rivière Ussuri, est nettement plus froide que la partie sud, avec 0.4 degrés de moyenne, contre plus de 2,4 degrés de moyenne au sud. Le nord reçoit également moins de précipitations annuelles (539 mm) que le sud (764 mm). Sur les pentes couvertes de forêts, les chutes de neige en hiver sont d'environ 50 cm.
L'automne dans la région est clair, chaud et sec, avec une baisse progressive des températures. Cette saison est ici appelée « l'automne doré du Far East ».

## Écorégion
L'écorégion de Zov Tigra est dite « forêts tempérées de feuillus et forêts mixtes, à l'est de la Russie ». Cette écorégion se caractérise par de grandes variations journalières et annuelles de températures, et d'un couvert forestier important.

Le parc national Zov Tigra au Nord-est, la réserve naturelle Lazovsky au sud-ouest.

Le parc est situé dans une zone qui maximise la diversité végétale et animale. Elle a la particularité de se trouver à de multiples points de rencontre: rencontre des zones continentales et des zones maritimes (l'Eurasie et l'océan Pacifique) et rencontre du chaud et du froid - on trouve à la fois des espèces tempérées et subtropicales. C'est aussi une région de contact géologique entre les roches anciennes à l'ouest, et plus récentes et actives à l'est (plaque tectonique dans la mer du Japon). En outre, il se trouve sur les grandes voies de migration des oiseaux et d'autres animaux, et présente une topographie qui échappe à la fois à la glaciation et au développement humain.
De cela résulte une grande diversité et une grande richesse des habitats, qui confère à la région de Primorié les plus hauts niveaux de biodiversité en Russie.

## Plantes
L'écart d'altitude entre le sommet des montagnes et des vallées peut dépasser les 1 200 mètres. Les zones de végétation varient en fonction de l'altitude. La zone la plus basse, en dessous de 600 mètres, dans les vallées et les pentes inférieures, est une forêt mixte de conifères et de feuillus. Au sud, les zones du parc sont des ceintures de forêts de chênes, avec la végétation associée, qui montre les effets de l'ancienne exploitation sélective et des incendies de forêt. Il n'y a pas de chênes au nord, plus froid. De 600 jusqu'à 1 100 mètres, on trouve une ceinture de sapins, d'épinettes, avec des conifères épiphytes, des mousses et des lichens. Au-dessus de 1 100 mètres, se trouve une zone subalpine composée d'arbustes et de sapins. Une zone de prairies alpines et de fleurs conduit aux zones les plus élevées.
En dehors de ces zones principales, on trouve de petites communautés de plantes, comme des forêts de mélèzes ou de pins, épicéas ou cèdres de feuillus; il s'agit d'anciens peuplements, défrichés par le feu ou passés par une exploitation forestière; ces temporaires plantations de mélèzes sont remplacées par les forêts de pins, de feuillus et d'épicéas.

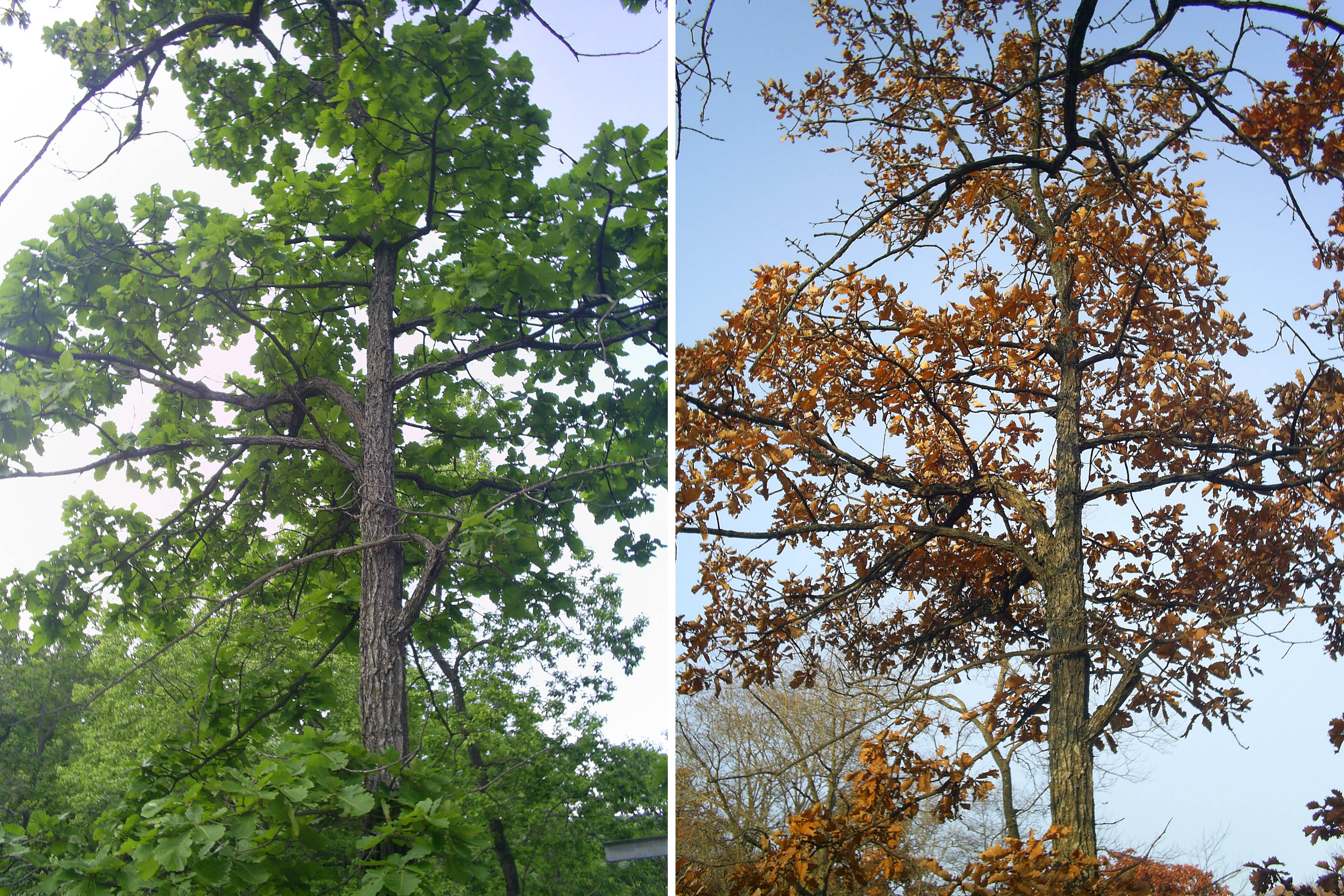
Chêne de Mongolie, en juin et en octobre
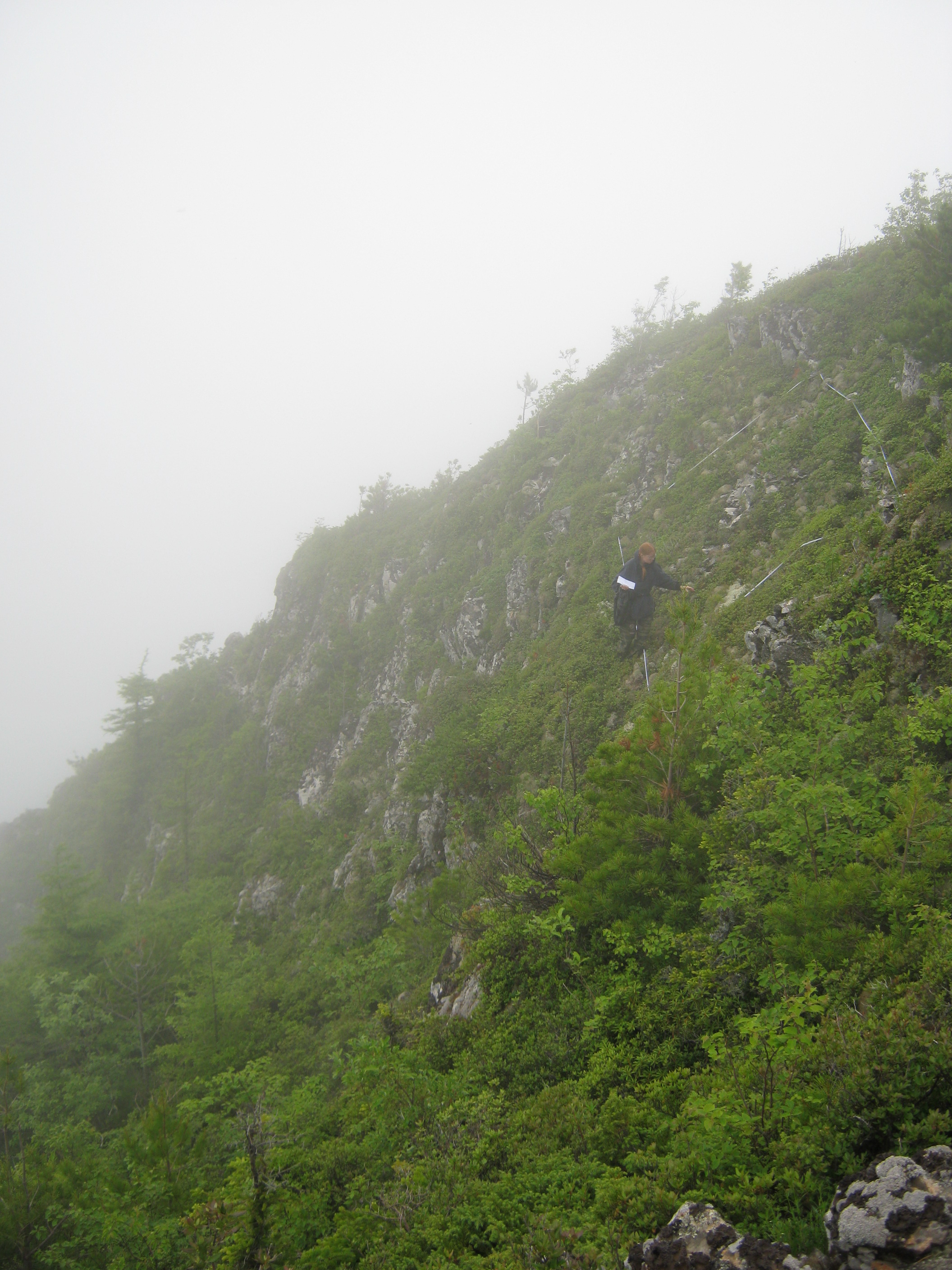
Régions montagneuses rugueuses de Zov Tigra

Plus de 2 500 espèces différentes de plantes ont été répertoriées dans la région du Primorié, dont la plupart se trouvent dans le parc de Zov Tigra. Dans le Livre Rouge des espèces rares et vulnérables de la région de Primorié, sont recensées 343 espèces de plantes vulnérables et 55 espèces de champignons.

## Animaux
Zov Tigra a été créé en partie pour protéger autant que possible l'habitat du Tigre de l'Amour et de ses proies. Une enquête de 2012 a identifié quatre tigres de Sibérie résidant dans le parc, et quatre de plus le visitent régulièrement. Les proies de base du félin (principalement des ongulés) restent stables, avec un recensement de plus de 1 200 cerfs élaphes, 800 chevreuils, 99 cerfs Sika et 189 sangliers. Ces espèces représentent environ 85 % du régime alimentaire du tigre de l'Amour. Les tigres sont un régulateur de faune indispensable, étant au sommet de la chaîne alimentaire : leur succès dans une région permet de réguler les autres espèces de façon saine.

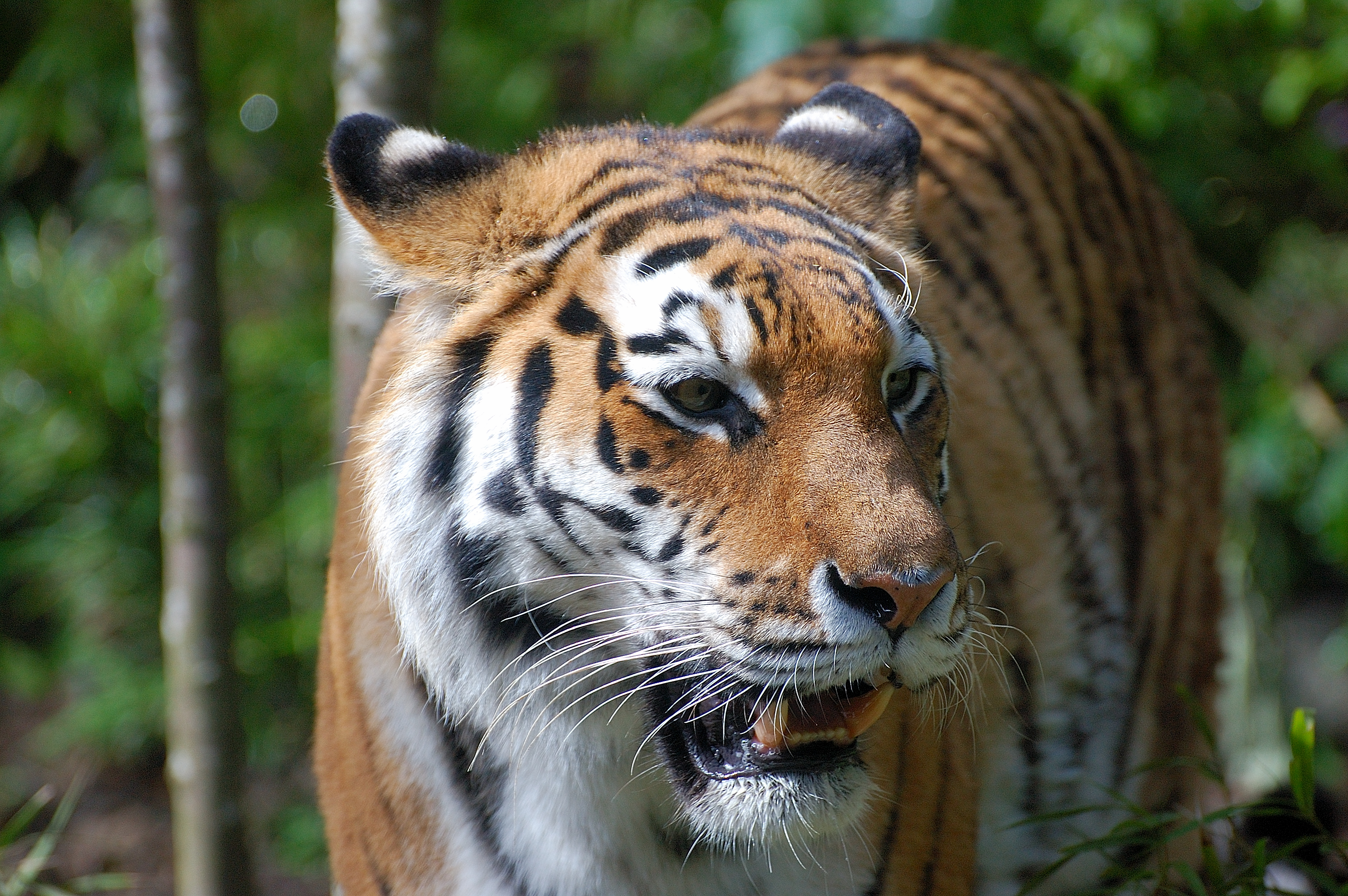
Tigre de l'Amour
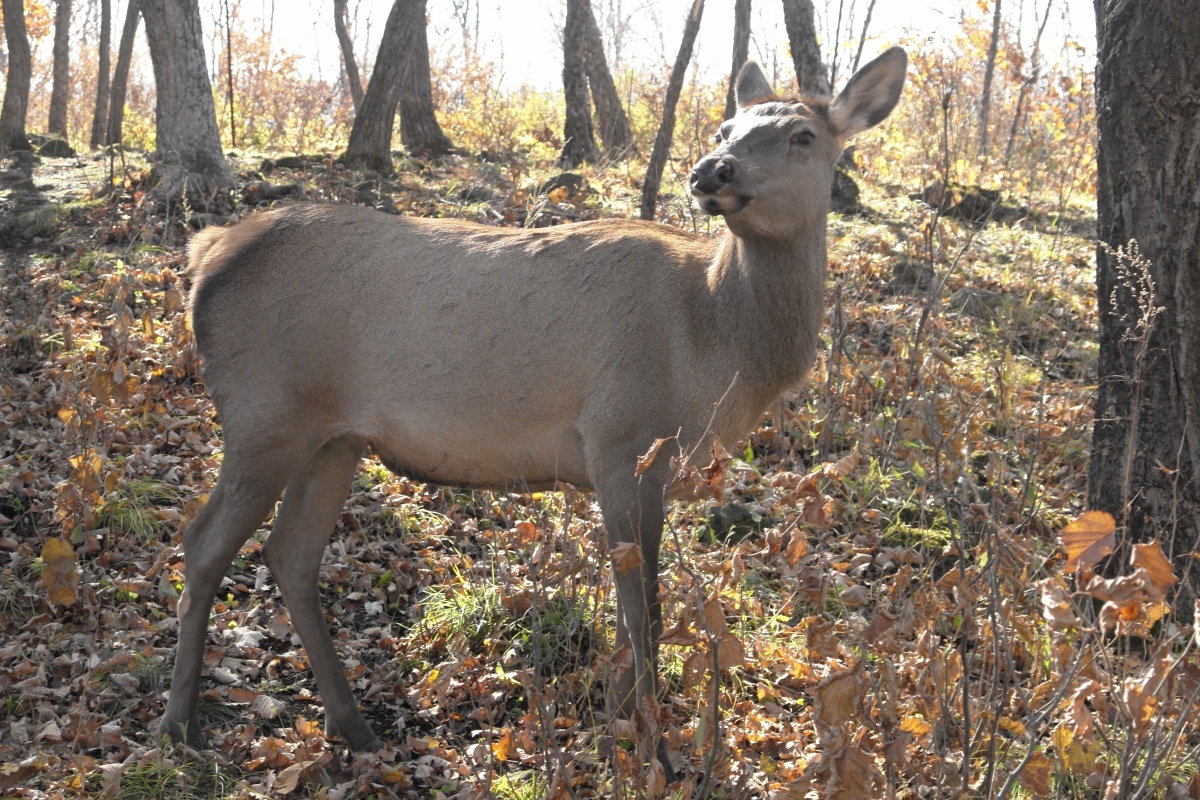
Cerf de Mandchourie
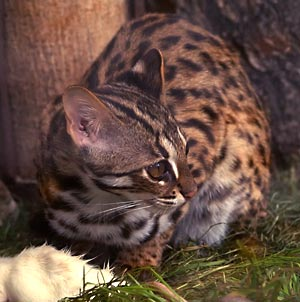
Chat léopard

Les ours bruns sont communs dans le parc, avec une densité estimée par l'administration du parc de 0,4 à 0,5 pour 10 km2. Les lynx possèdent environ la même densité. Le chat-léopard se trouve dans les vallées et les larges forêts feuillues de chênes. La panthère de l'Amour, en danger critique d'extinction, n'a pas été vue depuis les années 1970, mais l'espoir subsiste que l'augmentation du niveau de protection de Zov Tigra pourra permettre leur retour dans les années à venir.
Les trois principales menaces pour les animaux de Zov Tigra sont le braconnage, les feux de forêt, et (historiquement) l'exploitation forestière. La gestion du parc, le travail avec les organisations de conservation de la nature, ont intensifié les patrouilles anti-braconnage.

## Histoire
Il existe de nombreux sites archéologiques, des villes fortifiées et villages près de la frontière du parc, datant du XIIe siècle (empire Jürchen). Ces sites n'ont pas été systématiquement étudiés.
En 2014, l'administration du parc national Zov Tigra a été consolidée puisqu'on lui a confié la gestion des 120 000 hectares de la réserve naturelle Lazovsky se trouvant au sud. La réserve Lazovsky est également connue pour héberger des tigres de Sibérie. (Il y a un petit espace entre les deux parcs, qui est géré par un club de privé de chasse).

## Tourisme
Les touristes peuvent visiter les parties du parc indiquées pour les loisirs, mais l'entrée dans les zones protégées n'est possible qu'en compagnie des gardes du parc. Pour visiter le parc, il faut présenter une demande à l'avance. Les visites des principaux sites touristiques sont effectuées en présence de rangers. Les services comprennent le transport dans le parc, les guides, et l'utilisation de l'hôtellerie ou des campings.
Le parc est principalement orienté vers la protection des espèces vulnérables. Les zones ouvertes aux loisirs ont tendance à être des corridors étroits et limitées aux principales attractions, telles que les chutes d'eau et les sommets des montagnes, mais sont toujours difficiles à atteindre et pas toujours bien équipées. En 2015, en raison des dangers d'incendie de forêt, le parc a été fermé temporairement aux visiteurs.